# Heinrich Leuchter
Heinrich Leuchter (* 1558 in Melsungen; † 17. August 1623 in Darmstadt) war ein deutscher evangelisch-lutherischer Theologe.

## Leben
Heinrich Leuchter studierte in Marburg Theologie und wurde Schüler von Ägidius Hunnius. Nachdem er 1585 zum Doktor der Theologie promoviert wurde, wurde er Pfarrer in Kirtorf und schließlich 1588 Superintendent und Prediger in Marburg.
Landgraf Moritz von Hessen-Kassel entließ ihn am 22. Juli 1605, weil er sich weigerte, seine sog. „Verbesserungspunkte“ anzunehmen, die die Universität Marburg zu einer Hochburg des Calvinismus machen sollten.
Landgraf Ludwig V. von Hessen-Darmstadt nahm Leuchter 1606 als Hofprediger auf und ernannte ihn 1608 zum Darmstädter Superintendenten. Wegen seiner fundierten theologischen Kenntnisse war Leuchter einer der Abgeordneten, die den Kenosis-Krypsis-Streit in der Christologie zwischen Gießener und Tübinger Theologen schlichten sollten.
Über seine theologischen Leistungen hinaus war Leuchter schon als Student auf dem Gebiet der lateinischen Dichtkunst erfolgreich.

## Familie
Leuchter war ab 1586 mit Catharine Orth (1564–1649) verheiratet. Sie hatten insgesamt 12 Kinder, unter denen die Söhne Georg (1590–1652) und Heinrich jun. († 1623) ebenfalls Pfarrer wurden.

## Werke
- Trawrige Newe Zeitung Auß der Statt Grunberg in Hessen, da am ersten Tag Maij, dieses hinlauffenden Jahrs 1606. ein verjrrter Bürger erstlichen einen alten Mann von 70. Jahre, auff der Gassen, plötzlich und unversehens erstochen. 1606.
- Antiqua Hessorum fides christiana et vera, das ist Historischer Bericht vom alten und wahren Christlichen Glauben oder Religion der Hessen. 1607 (Digitalisat).
- Discurß Von etlichen Zeichen, welche sich bißdahero theils im verlauffenen 1612, theils in jetzt gehenden 1613 Jahre am Himmel und hierniden auff Erden zugetragen haben. 1613.